# Wahlkreis Glasgow Maryhill and Springburn
| Glasgow Maryhill and Springburn           |
| ----------------------------------------- |
| Glasgow Maryhill and Springburn · Glasgow |
| Gebildet                                  |
| 2011                                      |
| Abgeordnete                               |
| Bob Doris (SNP)                           |
| Regionen                                  |
| Glasgow                                   |

Glasgow Maryhill and Springburn ist ein Wahlkreis für das Schottische Parlament. Er wurde im Jahre 2011 als einer von neun Wahlkreisen der Wahlregion Glasgow eingeführt, die im Zuge der Revision der Wahlkreise 2011 neu zugeschnitten wurde. Hierbei wurde der Wahlkreis Glasgow Maryhill and Springburn im Wesentlichen aus den Gebieten der ehemaligen Wahlkreisen Glasgow Maryhill und Glasgow Springburn zusammengesetzt, wobei nur kleine Teile des ehemaligen Springburn-Kreises in den neuen Wahlkreis übernommen wurden. Er umfasst nordwestliche Glasgower Stadtbezirke, unter anderem Gilshochill, Maryhill, Milton, Ruchill und Springburn. Der Wahlkreis entsendet einen Abgeordneten. 
Der Wahlkreis erstreckt sich über eine Fläche von 27 km2. Im Jahre 2020 lebten 75.432 Personen innerhalb seiner Grenzen.

## Wahlergebnisse

### Parlamentswahl 2011
| Ergebnisse der Parlamentswahl 2011 | Ergebnisse der Parlamentswahl 2011 | Ergebnisse der Parlamentswahl 2011 | Ergebnisse der Parlamentswahl 2011 |
| Partei                             | Kandidat                           | Stimmen                            | %                                  |
| ---------------------------------- | ---------------------------------- | ---------------------------------- | ---------------------------------- |
| Labour                             | Patricia Ferguson                  | 9884                               | 48,1                               |
| SNP                                | Bob Doris                          | 8592                               | 41,8                               |
| Conservative                       | Stephanie Murray                   | 1222                               | 6,0                                |
| Liberal Democrats                  | Sophie Bridger                     | 833                                | 4,1                                |
| Wahlbeteiligung: 20.531 (36,26 %)  |                                    |                                    |                                    |

### Parlamentswahl 2016
| Ergebnisse der Parlamentswahl 2016 | Ergebnisse der Parlamentswahl 2016 | Ergebnisse der Parlamentswahl 2016 | Ergebnisse der Parlamentswahl 2016 | Ergebnisse der Parlamentswahl 2016 |
| Partei                             | Kandidat                           | Stimmen                            | %                                  | ±                                  |
| ---------------------------------- | ---------------------------------- | ---------------------------------- | ---------------------------------- | ---------------------------------- |
| SNP                                | Bob Doris                          | 13.109                             | 55,5                               | +13,7                              |
| Labour                             | Patricia Ferguson                  | 7.507                              | 31,8                               | −16,3                              |
| Conservative                       | Sheila Mechan                      | 2.305                              | 9,8                                | +3,8                               |
| Liberal Democrats                  | James Harrison                     | 691                                | 2,9                                | −1,1                               |
| Wahlbeteiligung: 23.612 (44,27 %)  |                                    |                                    |                                    |                                    |

### Parlamentswahl 2021
| Ergebnisse der Parlamentswahl 2021 | Ergebnisse der Parlamentswahl 2021 | Ergebnisse der Parlamentswahl 2021 | Ergebnisse der Parlamentswahl 2021 | Ergebnisse der Parlamentswahl 2021 |
| Partei                             | Kandidat                           | Stimmen                            | %                                  | ±                                  |
| ---------------------------------- | ---------------------------------- | ---------------------------------- | ---------------------------------- | ---------------------------------- |
| SNP                                | Bob Doris                          | 16.428                             | 59,0                               | +3,5                               |
| Labour                             | Keiran O’Neill                     | 8.504                              | 30,5                               | −1,3                               |
| Conservative                       | Alix Mathieson                     | 2.241                              | 8,0                                | −1,8                               |
| Liberal Democrats                  | Andrew Chamberlain                 | 688                                | 2,5                                | −0,4                               |
| Wahlbeteiligung: 52 %              |                                    |                                    |                                    |                                    |